# Nora Scherer (Fußballspielerin)
Nora Scherer (* 15. November 2005 in Emmendingen) ist eine deutsche Fußballspielerin.

## Karriere
Scherer wechselte 2019 in die Jugendabteilung des SC Freiburg. In der Saison 2021/22 debütierte sie in der U17 des Vereins und erzielte 7 Tore in 22 Saisonspielen der B-Juniorinnen-Bundesliga. In derselben Saison lief sie erstmals für die U20 des Sport-Clubs auf. In der Zweitligasaison 2022/23, in der Freiburg II abstieg, kam Scherer zu 17 Einsätzen. In der folgenden Saison war sie mit 10 Toren am direkten Wiederaufstieg ihres Vereins beteiligt. Auch in der Saison 2024/25 spielte sie mit der U20 in der zweiten Bundesliga, erneut endete die Saison mit dem Abstieg.
Ihr Bundesligadebüt gab sie zum Saisonstart am 31. August 2024 bei der 2:3-Niederlage im Heimspiel gegen Bayer 04 Leverkusen mit Einwechslung für Ally Gudorf in der 64. Minute. Zur Saison 2025/26 wurde sie endgültig in den A-Kader hochgezogen.